# Ліси Східної дуги

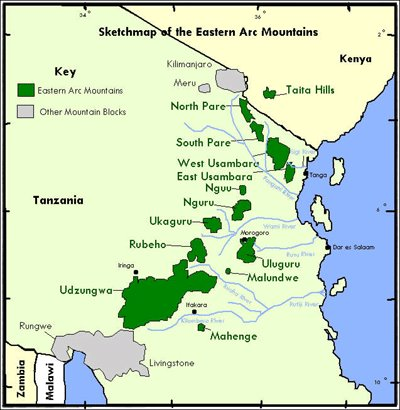
Ліси Східної дуги на мапі

Ліси Східної дуги — екорегіон гірського тропічного вологого лісу у Східній Африці. Екорегіон включає декілька окремих високогірних районів розташованих вище 800 метрів над р.м. у Кенії та (переважно) Танзанії.

## Розташування
Ліси Східної дуги займають площу 23 800 км² від пагорбів Таїта на кордоні з Кенією та Танзанією через центральну Танзанію до гір Удзунгва на південному заході. Екорегіон включає численні останці, розділені рівнинними районами. Гори утворюють широку дугу, вигнуту на північний захід і південний захід, і включає Таїта-Гіллс, Північне та Південне Паре, гори Східне та Західне Усамбара, Нгуу, Північне та Південне Нгуру, гори Укагуру, гори Улугуру, гори Рубехо, Увідунда та гори Удзунгва. Також екорегіон включає дві гори, гори Махендж на південь від Удзунгва та гори Малундве у національному парку Мікумі.
На нижчих висотах гірські ліси переходять у міомбові ліси. Схили на південному сході гір, які отримують більше вологи з вітрів Індійського океану, покриті перехідними лісами від 250-350 м до 800 м над рівнем моря. Ці перехідні ліси більше нагадують розташовані на сході низові прибережні ліси і є частиною екорегіону прибережних лісів та рідколісь Північного Суахілі
На південному заході, прохід Макамбако, міомбові рідколісся, відокремлені лісами Східної дуги від екорегіону гірських лісів та луків Південного Рифту у Південному нагір'ї Танзанії.

## Флора
Основними рослинними угрупованнями є верхові гірські ліси (2635-1800 м), низові гірські ліси (1250-1800 м) та передгірні ліси (800-1250 м). Верхові гірські ліси карликові та вкриті лишайниками на найвищих вершинах. Екорегіон включає також території високогірних луків, пустирників та бамбукових лісів.
У лісах є багато ендемічних видів, включаючи понад 800 рослин, і ці лиси є первинною батьківщиною африканської фіалки (Saintpaulia) та Impatiens walleriana.

## Фауна
Екорегіон багатий на дику природу з багатьма ендемічними видами птахів та деякими ссавцями, тоді як до ендемічних земноводних належать п'ять видів очеретяних жаб (Hyperolius), два види лісових жаб (Leptopelis), п'ять деревних жаб (Nectophrynoides), чотири види Microhylidae, і п'ять Caeciliidae. До ендемічних плазунів належать десять видів хамелеонів (сім Chamaeleo та три Rhampholeon), три Typhlops та шість змій Colubridae. У безхребетних також спостерігається дуже високий рівень ендемізму.